# Problema del solapamiento mínimo
En teoría de números, el problema del solapamiento mínimo (del inglés Minimum overlap problem) es un problema propuesto por el matemático húngaro Paul Erdös en 1955.

## Enunciado formal del problema
Sean A={ai} y B={bj} dos conjuntos complementarios, divididos del conjunto de números naturales {1,2,…,2n}, de tal manera que ambos posean la misma cardinalidad, o sea, que la cantidad de números de ambos conjuntos sea igual, en este caso, que sea igual a n. Denótese a Mk como el número de soluciones de la ecuación ai-bj=k donde k es un número entero que varía entre -2n y 2n. Se define M(n) como:
{\displaystyle M(n)=\min _{A,B}\max _{k}M_{k}\,\!}
El problema consiste en estimar M(n) cuando n es lo suficientemente grande.

## Historia
Entre los problemas planteados por Paul Erdös en teoría combinatoria de números, se encontraba este problema, que se conoce en inglés como The minimum overlap problem (El problema del solapamiento mínimo), formulado por primera vez en 1955 en el artículo, Some remark on number theory, de Riveon Lematematica, y que se ha convertido en uno de los problemas clásicos propuestos por Richard Guy en su libro Unsolved problems in number theory.

## Resultados parciales
Desde que fue formulado por primera vez, se ha conseguido avanzar en el establecimiento y sucesivas mejoras del cálculo de las cotas inferiores y superiores de M(n), con los siguientes resultados:

### Inferiores
| Límite inferior                              | Autor(es)        | Año  |
| -------------------------------------------- | ---------------- | ---- |
| {\displaystyle M(n)>n/4}                     | P.Erdös          | 1955 |
| {\displaystyle M(n)>(1-2^{-1/2})n}           | P.Erdös, Scherk  | 1955 |
| {\displaystyle M(n)>(4-6^{-1/2})n/5}         | S. Swierczkowski | 1958 |
| {\displaystyle M(n)>(4-15^{1/2})^{1/2}(n-1)} | L. Moser         | 1966 |
| {\displaystyle M(n)>(4-15^{1/2})^{1/2}n}     | J. K. Haugland   | 1996 |

### Superiores
| Límite superior                | Autor(es)                                         | Año  |
| ------------------------------ | ------------------------------------------------- | ---- |
| {\displaystyle M(n)/n=1/2}     | P.Erdös                                           | 1955 |
| {\displaystyle M(n)/n<2/5}     | T. S. Motzkin, K. E. Ralston and J. L. Selfridge, | 1956 |
| {\displaystyle M(n)/n<0,38201} | J. K. Haugland                                    | 1996 |
| {\displaystyle M(n)/n<0,38093} | J. K. Haugland                                    | 2016 |

J. K. Haugland demostró que el límite M(n)/n < 0.38569401 incondicionalmente. Por su investigación, le concedieron un premio en el concurso de jóvenes científicos en 1993. En 1996 demostró que el límite superior e inferior de M(n)/n  son iguales, con lo cual existe el límite M(n)/n.
Este límite ha sido mejorado en 2016 obteniéndose un valor de 0.38093.

### Los primeros valores conocidos deM(n)
Los valores de M(n) para los 15 primeros números son los siguientes:
| n    | 1 | 2 | 3 | 4 | 5 | 6 | 7 | 8 | 9 | 10 | 11 | 12 | 13 | 14 | 15 | ... |
| M(n) | 1 | 1 | 2 | 2 | 3 | 3 | 3 | 4 | 4 | 5  | 5  | 5  | 6  | 6  | 6  | ... |